# Svaz demokratických sil

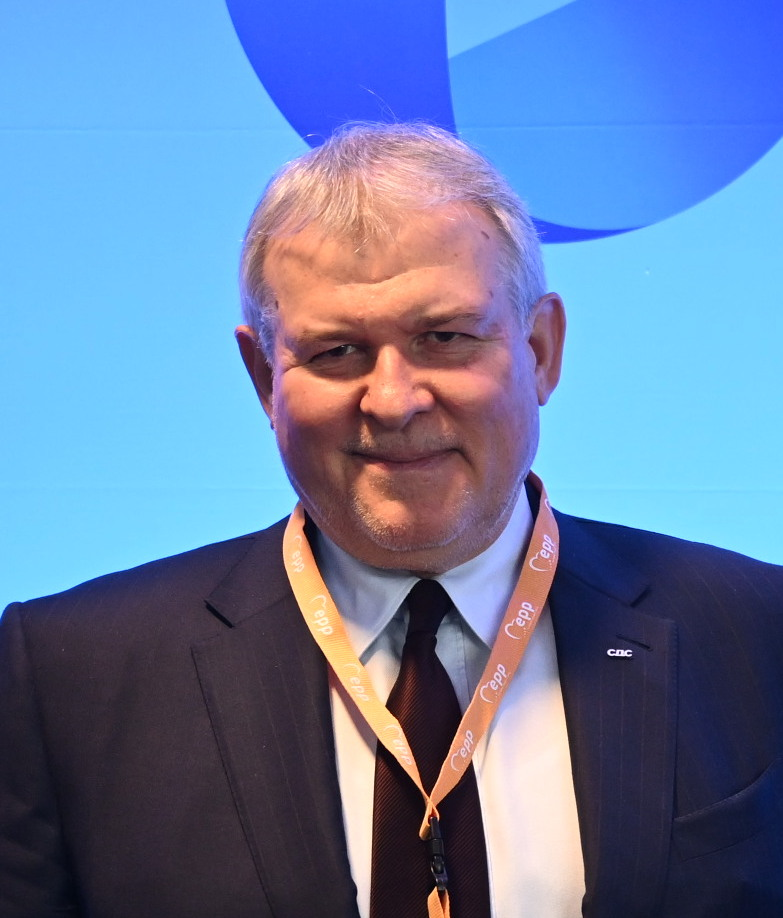
Rumen Christov, současný předseda strany

Svaz demokratických sil (bulharsky: Съюз на демократичните сили), zkratka SDS, je bulharská středopravicová politická strana, která sehrála významnou úlohu v procesu přechodu od komunistického systému v Bulharsku k demokracii a byla dominantní bulharskou politickou silou 90. let 20. století. Svaz vznikl 7. prosince 1989 jako široká aliance protikomunistických uskupení a chtěl být hlavní alternativou bulharské sociální demokracie, jež vznikla transformací bývalé vládnoucí komunistické strany. Strana měla v časech svého největšího vlivu dva premiéry (Filip Dimitrov, Ivan Kostov) a dva prezidenty (Želju Želev, Petar Stojanov). Později však vliv ztratila a od roku 2021 je juniorním partnerem ve volebních koalicích se stranou GERB Bojko Borisova. Od roku 2018 ji vede Rumen Christov. V 90. letech měla strana až milion členů, nyní asi 10 tisíc. Je konzervativní, křesťanskodemokratickou, antikomunistickou a proevropskou. Je členem Evropské lidová strany.

## Dějiny

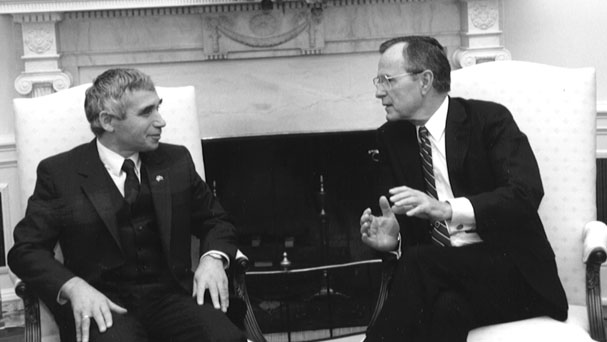
Želju Želev (vlevo) s Georgem Bushem roku 1990

V prvních svobodných volbách v postkomunistickém Bulharsku (a prvních svobodných od roku 1931), které se konaly 17. června 1990, skončila SDS za socialisty na druhém místě se ziskem 36,21 procenta hlasů. Socialisté dominovali se 47 procenty, nicméně úkolem takto navoleného Národního shromáždění bylo hlavně schválit novou ústavu (do čela vlády se postavil nestraník Dimitar Popov). Svaz tehdy vedl do voleb Želju Želev, symbolická postava disidenta Živkovova režimu, kterého Národní shromáždění krátce po volbách, 1. srpna 1990, zvolilo prezidentem země. Po přijetí nové ústavy zhruba rok od voleb se podle nových ústavních pravidel konaly 13. října 1990 volby nové. V nich již Svaz demokratických sil zvítězil, se ziskem 34,36 procenta hlasů, druzí těsně skončili socialisté s 33,14 procenty. Svaz pak sestavil vládu, když uzavřel koalici s DPS, stranou hájící zájmy národnostních menšin, jež byla jedinou další stranou, která se dostala do parlamentu vedle dvou nových hegemonů postkomunistického politického systému v Bulharsku.

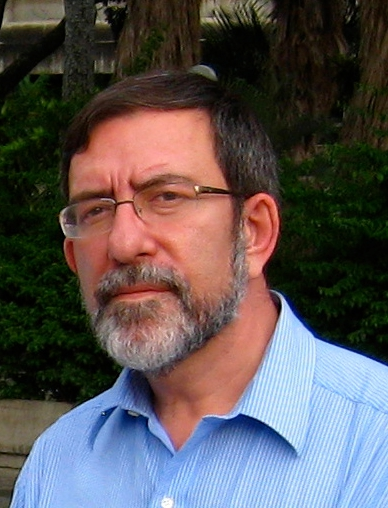
Filip Dimitrov

Do čela vlády se postavil nový lídr svazu Filip Dimitrov. Ten v roce 1992 prohrál hlasování o důvěře v parlamentu a v čele vlády ho nahradil nestraník Ljuben Berov. Vláda pod vedením SDS zahájila řadu bolestivých reforem s cílem vytvořit tržní ekonomiku. Mezi nimi nejvíce kritizovanou byla reforma zemědělství, která spočívala v prosté restituci půdy majitelům z doby před vznikem zemědělských družstev. Ti ale neměli kapacity podnikat (chyběly jim stroje, finance a často byli již velmi staří), zatímco družstva byla rozkradena a krachovala, takže bulharské zemědělství se ocitlo na prahu kolapsu. Dimitrov zůstal v čele strany i po rezignaci na post premiéra, ale do voleb v roce 1994 ji už vedl Ivan Kostov.

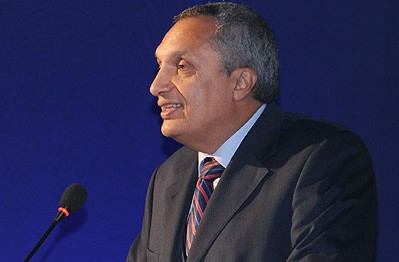
Ivan Kostov

V nich Svaz oslabil, skončil na druhém místě se 24,23 procenta hlasů a vlády se ujal předseda socialistů Žan Videnov. Jeho vláda čelila největší ekonomické krizi v novodobé historii Bulharska, která vyvrcholila nuceným dohledem Mezinárodního měnového fondu a masivními demonstracemi opozice, které vyvrcholily generální stávkou a dobytím a zapálením budovy parlamentu. Pro dramatické volby v dubnu 1997 tak Svaz připravil širokou opoziční koalici nazvanou Sjednocené demokratické síly (Обединени Демократични Сили), která ve volbách drtivě zvítězila se ziskem 52,26 procenta. Ivan Kostov se poté stal novým premiérem a do prezidentské funkce dotlačil bývalého místopředsedu SDS Petara Stojanova. S jasnou většinou vedl kabinet až do roku 2001. Kostov byl prvním bulharským premiérem, který po roce 1989 vydržel v úřadě po celé volební, čtyřleté období. Jeho vláda provedla rozsáhlou privatizaci a zahájila rozhovory o vstupu Bulharska do Evropské unie.

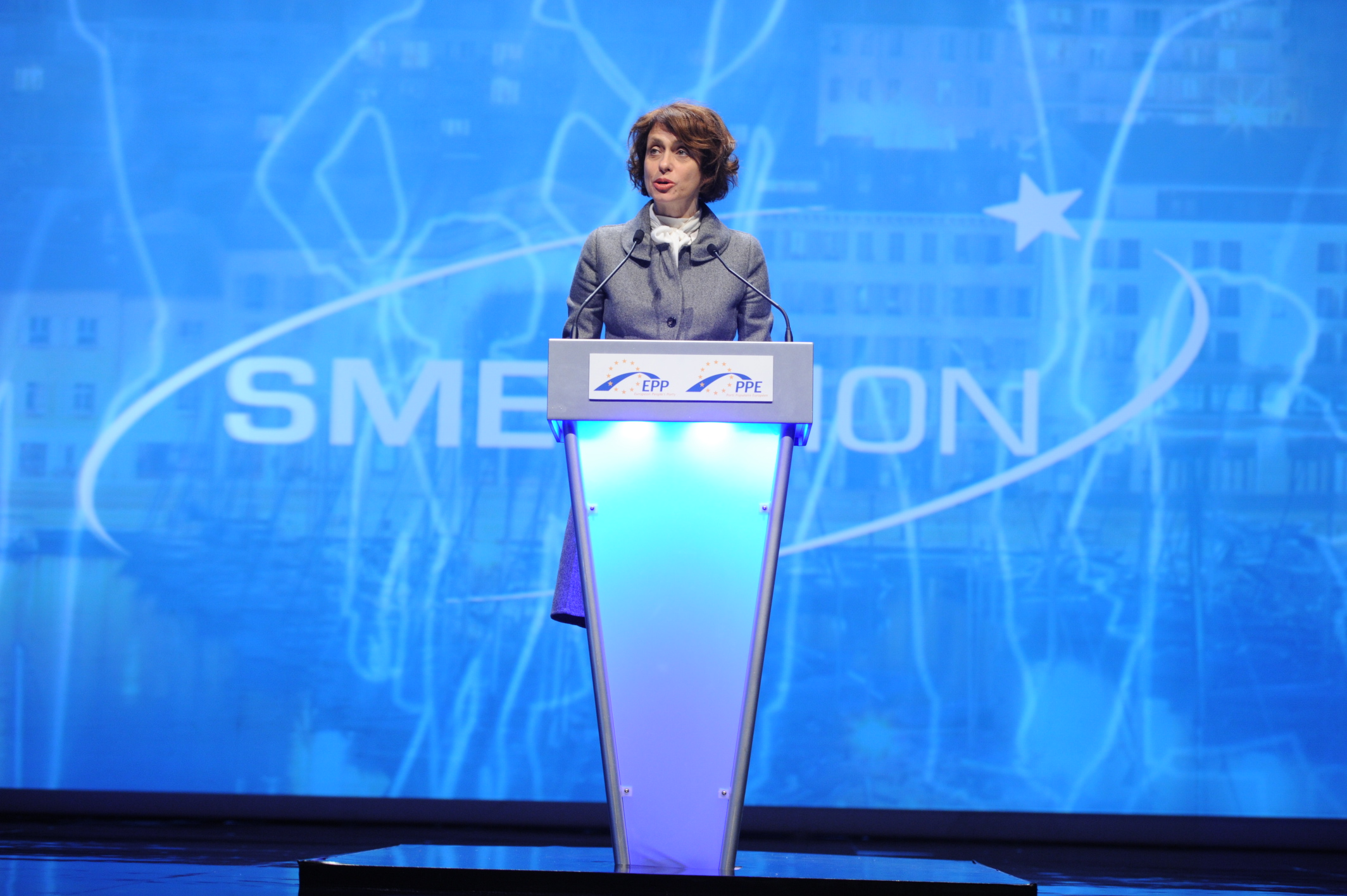
Naděžda Michajlova

Kostov vedl stranu do voleb (opět v koalici nazvané Sjednocené demokratické síly) i v roce 2001, ale nepříliš úspěšně (z tehdejšího hlediska), získala jen 18,18 procenta hlasů. Oslabil ovšem i starý rival, socialisté, oběma tradičním silám vypálila rybník nová, silně personalizovaná strana Národní hnutí za stabilitu a pokrok Simeona Borisova Sakskoburggotskiho, bývalého bulharského cara, která získala přes 42 procent hlasů a Simeon se díky tomu postavil do čela vlády. Byl to signál, že tradiční pravo-levý politický systém 90. let se hroutí. Kostov rezignoval na post předsedy strany (roku 2004 z ní vystoupil a založil si vlastní stranu Demokraté za silné Bulharsko, v jeho časech ale nepříliš úspěšnou). Do čela SDS se postavila Ekaterina Michajlova, již brzy vystřídala další žena, ministryně zahraničí v Kostovově vládě, Naděžda Michajlova (později Nejnská). Ta vedla do voleb nejen stranu ale i tradiční již volební koalici Sjednocené demokratické síly, nicméně zisk 7,68 procenta hlasů ukázal, že SDS i její volební koalice přestaly sehrávat v bulharské politice vůdčí roli. Vyhrála volební koalice vedená socialisty, jejichž předseda Sergej Stanišev pak vedl vládu až do roku 2009. SDS byla v opozici.

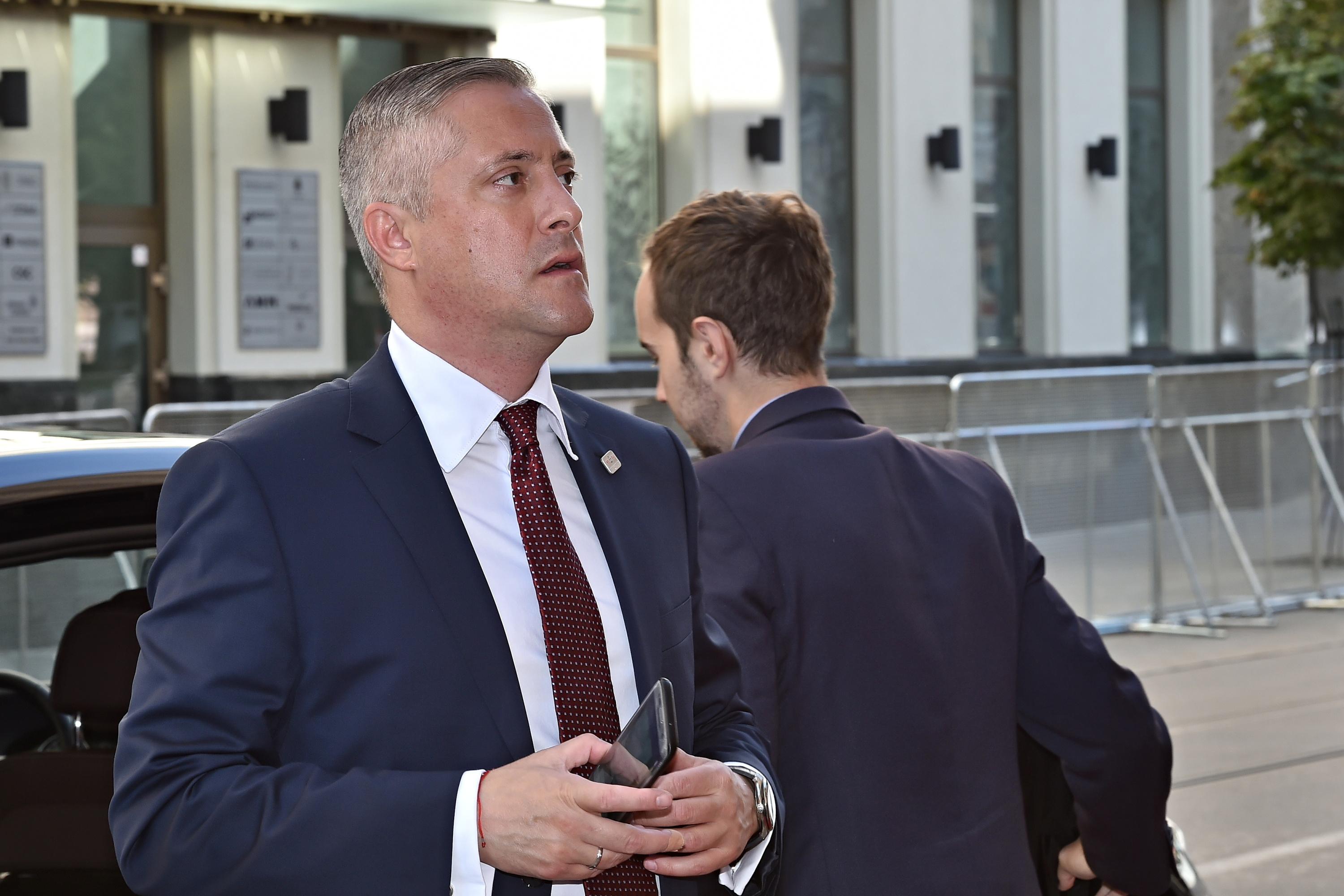
Božidar Lukarski

Roku 2008 do čela strany nastoupil Martin Dimitrov. Do voleb roku 2009 složil volební koalici zvanou Modrá koalice, s Kostovovou stranou. Získala ale jen 6,76 hlasů. Jistý vliv si ale získala, to když podpořila vznik kabinetu strany GERB Bojko Borisova, nové "komety" bulharské politického spektra. Do dalších voleb roku 2013 již šla strana sama a zcela pohořela. Zisk 1,38 procenta ji po 23 letech vyhnal z parlamentních lavic. V roce 2014 se vrátila do hry (8,89 procent) jako součást volební koalice Reformistický blok vedené Radanem Kanevem. Ten už nebyl členem SDS, Svaz v rámci koalice oslabil, nicméně Reformistický blok vstoupil do vlády Bojko Borisova a předseda SDS Božidar Lukarski se stal ministrem hospodářství. Po volbách roku 2017 ovšem Reformistický blok vypadl z parlamentu, když získal 3,06 %, a nepřekročil tak pětiprocentní volební hranici. Lukarski roku 2018 rezignoval na vedení strany. Do jejího čela nastoupil Rumen Christov, který se rozhodl pro novou strategii: úzkou spolupráci se stranou GERB Bojko Borisova. Do všech voleb od roku 2021 tak šla SDS ve volební koalici s GERB (GERB-SDS). Díky síle GERBu tak má solidní volební zisky, ovšem zatím ji to nedovedlo k účasti ve vládě, neboť od roku 2021 se bulharský politický systém zmítá v krizi provázené neschopností nějakou dlouhodobější politickou vládu sestavit (jen roku 2021 se konaly troje volby).